# Hospitalillo de San José

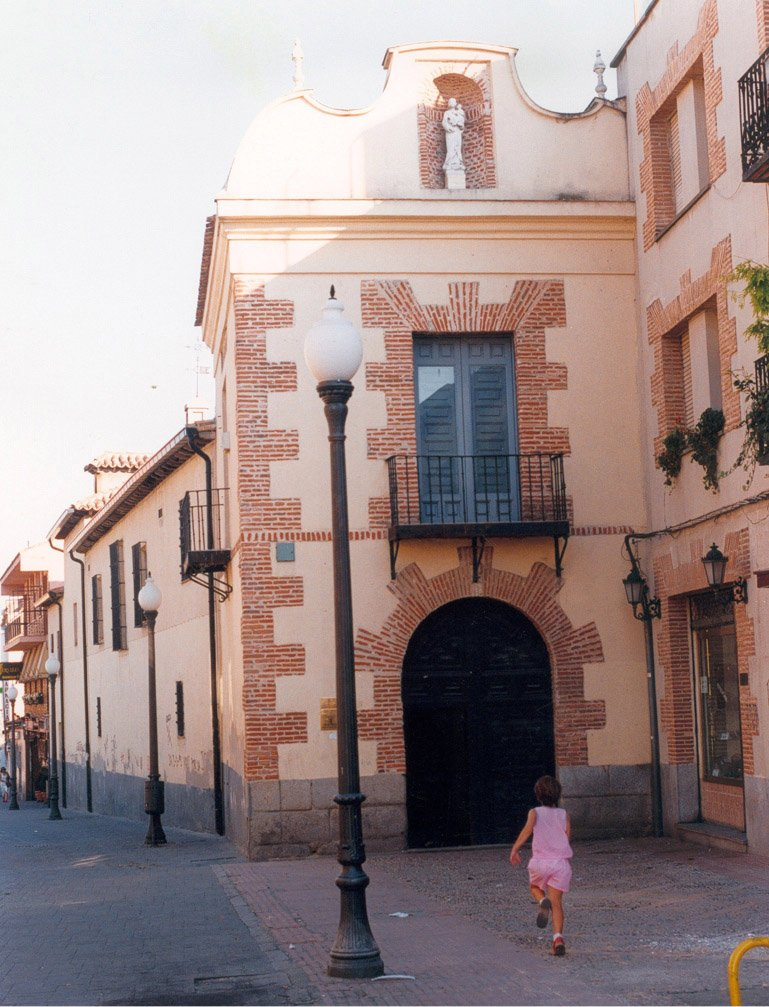
Fachada del Hospitalillo de San José.

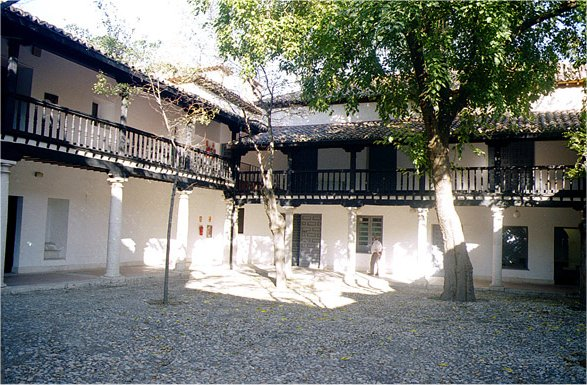
Patio interior porticado.

El Hospitalillo de San José fue un hospital para pobres levantado en Getafe (Comunidad de Madrid, España) cuyo origen data de principios del siglo XVI. Alonso de Mendoza dictó testamento en 1507 legando gran parte de sus bienes para levantar este hospital para pobres de Getafe, Pinto y Griñón. Desde entonces, se ha modificado en sucesivas ocasiones y, a mediados de siglo XX, dejó de figurar en el catálogo de hospitales de Madrid. En los años 1980, el Ayuntamiento de Getafe junto con la Fundación Hospital de San José restauraron el inmueble debido a su ruinoso estado y hoy en día es centro de Servicios Sociales, y donde se realizan numerosos actos.
El Hospitalillo de San José es un edificio de dos plantas y sus dependencias están ordenadas alrededor de un patio con claustro. El Hospitalillo carece de unidad arquitectónica en la distribución del espacio interior, debido a las continuas adaptaciones funcionales que ha sufrido. Respecto a la construcción, cabe destacar la fachada, coronada por un remate curvilíneo, la capilla, con un retablo barroco, y el claustro interior. El edificio guarda un estilo muy castellano y castizo.